# Ángel Faivovich
Ángel Faivovich Hitzcovich (Santiago, 10 de agosto de 1901-Santiago, 9 de mayo de 1992) fue un abogado y político chileno de origen judío. Ejerció como senador y diputado por Santiago.

## Biografía
Se casó con Sara Drapkin. Realizó sus estudios secundarios en el Instituto Nacional y Escuela de Agronomía, Universidad de Chile, donde se tituló de Ingeniero Agrónomo en el año 1922.
Una vez egresado, se desempeñó como ayudante de Zootecnia en su universidad y fue delegado de Chile al Congreso Ganadero en Uruguay.
Luego, en 1924, obtuvo el cargo de Jefe de la Clínica de la Escuela de Medicina Veterinaria, siendo reelecto en 1928 hasta 1931.
Ya en 1925 alcanzó el puesto de Profesor de Zootecnia, el que ejerció hasta 1931.
Paralelamente, siguió estudios de Derecho en la Universidad de Chile y se tituló de abogado el 24 de diciembre de 1930; la memoria se tituló
"Política agraria nacional".
El 10 de diciembre de 1959 ingresa a las filas de la Quinta Compañía del Cuerpo de Bomberos de Ñuñoa "Bomba Israel", en 1991 fue nombrado Voluntario Honorario de la Quinta Compañía de Bomberos de Valparaíso "Pompe France". 

### Carrera profesional
En su calidad de profesional, se dedicó a la labor docente; fue profesor agregado de Derecho Internacional en la misma universidad, entre 1936 y 1944, y profesor titular de Hacienda Pública, entre 1944 - 1947 y 1948 - 1961. En otro ámbito, trabajó en la Industria Azucarera Nacional, IANSA, donde fue director en el año 1952.

### Carrera política
Inició sus actividades políticas y públicas al integrarse al Partido Radical en 1931; ocupó los cargos de presidente del partido y de la Convención Radical, celebrada en Viña del Mar en 1951.
En 1935 fue elegido regidor por Santiago, cumpliendo hasta 1937.
Finalizada su labor, se presentó como candidato a diputado en 1937; resultó elegido, por la Séptima Agrupación Departamental, Primer Distrito
"Santiago", período 1937 a 1941; integró la Comisión Permanente de Gobierno Interior y fue diputado reemplazante en la Comisión Permanente de Relaciones Exteriores; en la de Constitución, Legislación y Justicia; en la de Hacienda; en la de Agricultura y Colonización; y en la de Trabajo y Legislación Social.
Fue reelecto diputado por la misma Agrupación, periodo 1941-1945; fue diputado reemplazante en la Comisión Permanente de Constitución, Legislación y Justicia; en la de Asistencia Médico-Social e Higiene; y en la de Trabajo y Legislación Social. Integró la Comisión Permanente de Hacienda, de la que fue su presidente.
Nuevamente electo diputado por la misma Agrupación y Distrito, periodo 1945-1949; fue diputado reemplazante en la Comisión Permanente de Constitución, Legislación y Justicia y en la de Trabajo y Legislación Social. integró la Comisión Permanente de Hacienda. Miembro del Comité Parlamentario Radical y Consejero de la Corporación de Fomento de la Producción en 1949.
En calidad de representante de la Cámara, Israel le otorgó la distinción de parlamentario honorario y le asignó la nacionalidad por gracia.
Paralelamente, fue designado embajador en la Unión Soviética en 1947. También, fue representante de Chile a la Conferencia Internacional de Comercio, efectuada en Ginebra en 1947.
En 1949 fue elegido senador, por la Cuarta Agrupación Provincial "Santiago", período 1949 a 1957; integró la Comisión Permanente de Relaciones Exteriores y Comercio; la de Constitución, Legislación y Justicia y la de Agricultura y Colonización; fue senador reemplazante en la Comisión Permanente de Educación Pública; en la de Hacienda y Presupuestos; y en la de Trabajo y Previsión Social. Senador reemplazante en la Comisión Permanente de Economía y Comercio. Mixta para resolver los desacuerdos producidos con respecto a insistencias sobre modificaciones de las Leyes N.º 5.931 y 6.245.
En 1957 fue reelegido senador para el próximo período, 1957 a 1965; integró la Comisión Permanente de Hacienda. Alcanzó la vicepresidencia del Senado, ejerciendo desde noviembre de 1963 hasta mayo de 1964.
El 29 de junio de 1969 fue expulsado del Partido Radical junto a otros militantes, con quienes formó el partido Democracia Radical en noviembre de 1969, colectividad de la que fue su primer presidente. También fue líder del Movimiento Recuperacionista Radical, que pasaría a formar parte del Movimiento Independiente Alessandrista, que apoyaría la candidatura presidencial de Jorge Alessandri en 1970.
Recibió el título de "Doctor Honoris Causa del Instituto Científico Weizmann", entregado el 3 de septiembre de 1981. Fundó junto a Julio Mercado Illanes y otros dirigentes en 1984 el Movimiento de Unidad Radical, con el objeto de reunificar al radicalismo para recuperar la democracia. El 16 de julio de 1984 renunció a la presidencia y la militancia de la Democracia Radical debido a que su partido pasó a formar parte del Acuerdo Democrático Nacional sin su consentimiento.
En 1985 fue, junto a Sergio Onofre Jarpa y Juan de Dios Carmona, uno de los fundadores del Frente Nacional del Trabajo y 2 años después en 1987, fundó Renovación Nacional del cual fue militante y miembro de su Comisión Política.
Falleció en Santiago, el 9 de mayo de 1992.

### Homenajes póstumos

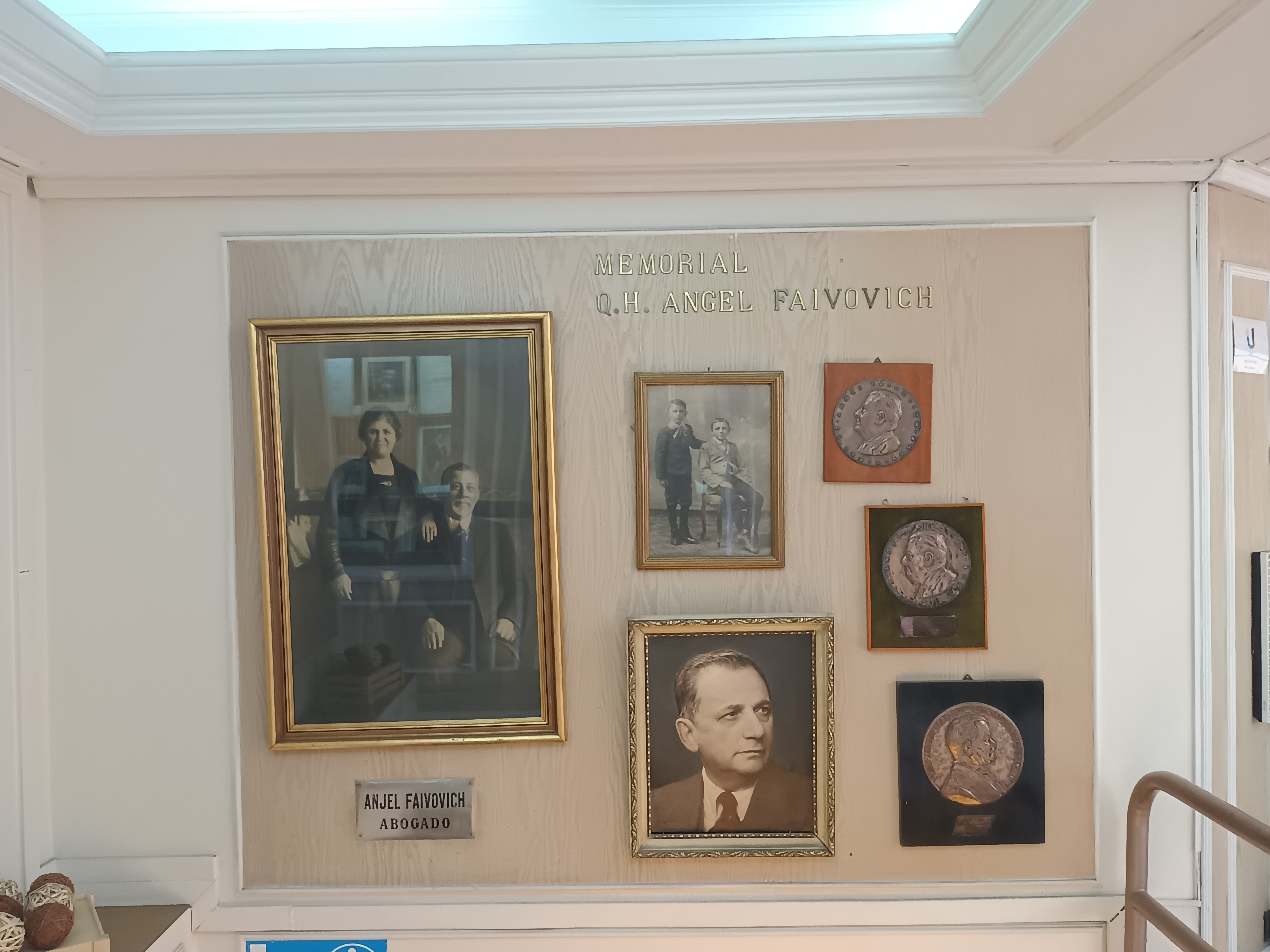
Memorial a Ángel Faivovich en el Archivo Judío de Chile

El Archivo Judío de Chile (AJCL), declarado como Monumento Histórico Nacional en 2022, le dedicó un memorial en el acceso principal a dicho establecimiento, con fotografías y medallas de su persona.

## Historia electoral

### Elecciones parlamentarias de 1965
- Elecciones parlamentarias de 1965 a Senador por la Cuarta Agrupación Provincial, Santiago Período 1965-1973 (Fuente: Dirección del Registro Electoral, Domingo 7 de marzo de 1965)

| Candidato                    | Partido | Votos   | %     | Resultado |
| ---------------------------- | ------- | ------- | ----- | --------- |
| Hugo Rosende Subiabre        | PCU     | 30.847  | 3,39  |           |
| Ismael Pereira Lyon          | PCU     | 11.612  | 1,28  |           |
| Javier Echeverría Alessandri | PCU     | 26.222  | 2,88  |           |
| Ángel Faivovich Hitzcovich   | PR      | 54,174  | 5,95  |           |
| Jacobo Schaulsohn Numhauser  | PR      | 37.057  | 4,07  |           |
| Volodia Teitelboim Volosky   | PCCh    | 120.028 | 13,19 | Senador   |
| Jorge Prat Echaurren         | PAN     | 44.942  | 4,94  |           |
| Hugo Gálvez Gajardo          | PAN     | 10.345  | 1,14  |           |
| Rafael Agustín Gumucio Vives | PDC     | 116.479 | 12,79 | Senador   |
| Tomás Reyes Vicuña           | PDC     | 126,513 | 13,9  | Senador   |
| José Musalem Saffie          | PDC     | 234.460 | 25,76 | Senador   |
| Luis Quinteros Tricot        | PS      | 28.642  | 3,15  |           |
| Carlos Altamirano Orrego     | PS      | 65.767  | 7,56  | Senador   |